# Ґхо

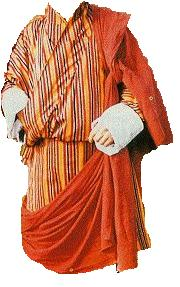
Ґхо

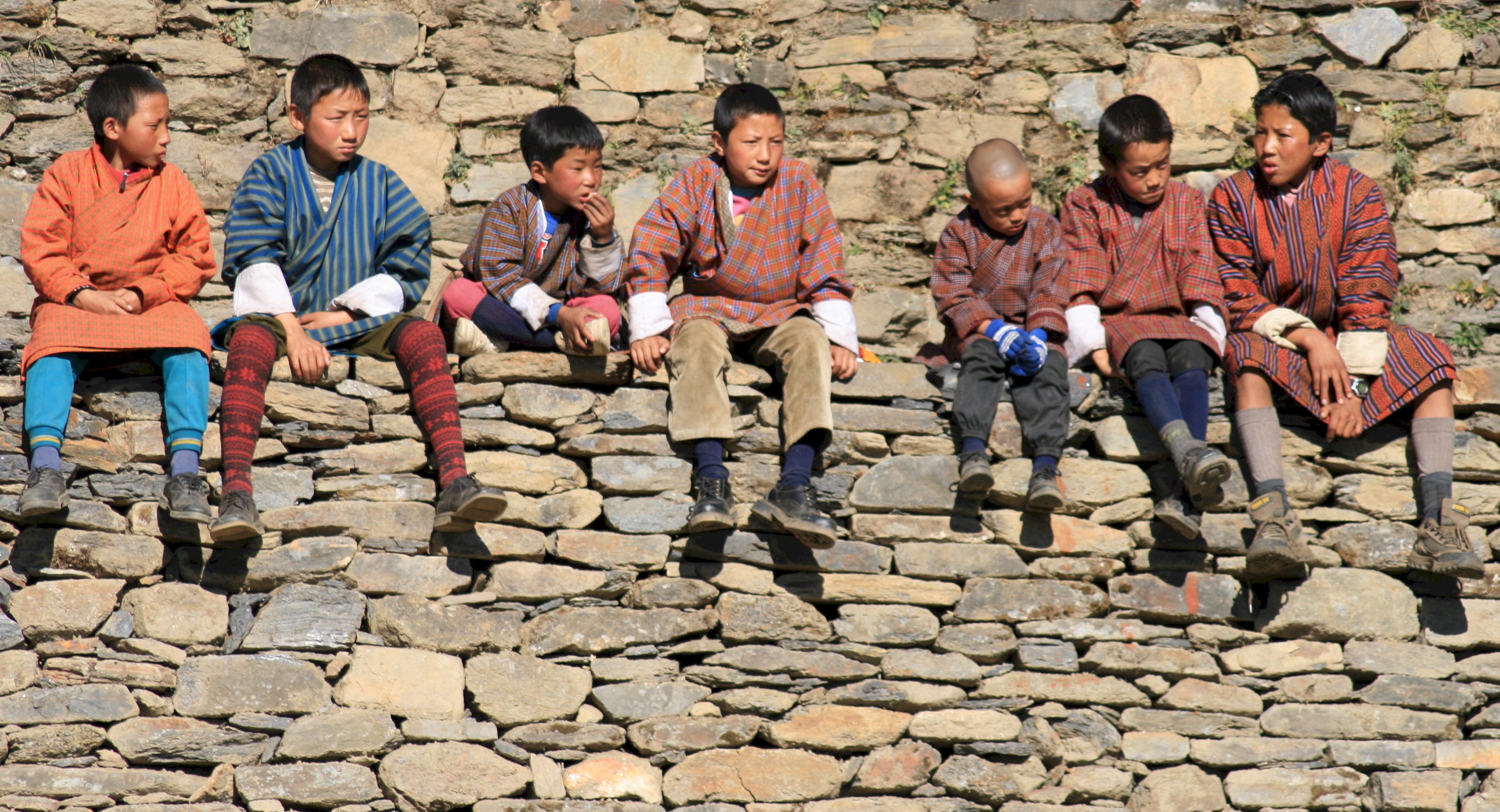
Хлопчики на фестивалі, одягнені в ґхо

Ґхо (дзонґ-ке གོ་, вайлі go, англ. gho) — традиційний національний одяг чоловіків Бутана. Ґхо був введений в XVII столітті Шабдрунг Нгванг Намґ'ялом, щоб надати бутанцям більшої самобутності. Ґхо являє собою халат до колін, який підперізують поясом з тканини kera. У свята ґхо надягають разом з кабні.
Процес одягання ґхо є складним, тому навіть дорослі чоловіки користуються сторонньою допомогою. Разом з ґхо нормальним є надягати шкарпетки до колін.
Уряд Бутану вимагає, щоб ґхо надягали всі, хто працює в державних установах і школах. Чоловіки також повинні надягати ґхо на офіційні заходи. У своїй сучасній формі закон сягає 1989 року, але офіційний дрес-код Дріглам Намжа набагато старший.